# Chapelle de Vaarala
La chapelle de Vaarala (en finnois : Vaaralan kappeli), jusqu'en 2013 église de Vaarala (en finnois : Vaaralan kirkko) est une chapelle située dans le quartier Vaarala de Vantaa en Finlande.

## Description
La chapelle de Vaarala est l'ancienne église de la paroisse de Hakunila située dans le quartier Vaarala. 
Elle a été conçue par les architectes Leena et Kalle Niukkanen et sa construction s'est achevée en 1960. 
En 1995, elle a reçu un ordre de démolition du conseil de l'église, mais moins d'une décennie plus tard, l'ordre de démolition a été révoqué et le conseil a décidé de préserver l'église, qui représente l'art architectural moderne.
En 2013, la congrégation a abandonné l'église en raison de son besoin de rénovation. Après que l'église est passée à un propriétaire privé, son nom a été changé en chapelle de Vaarala à la demande du vendeur.

## Galerie

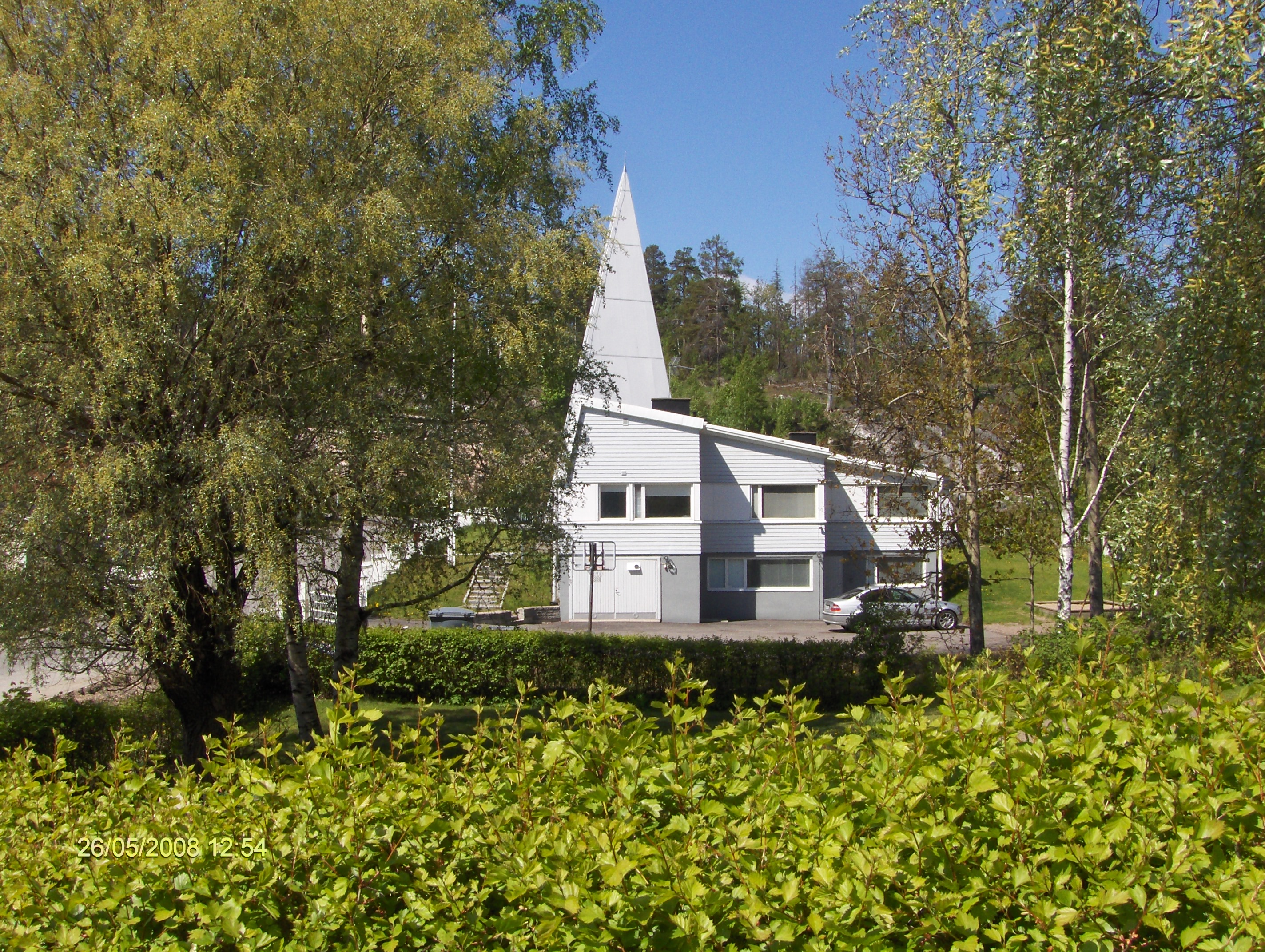
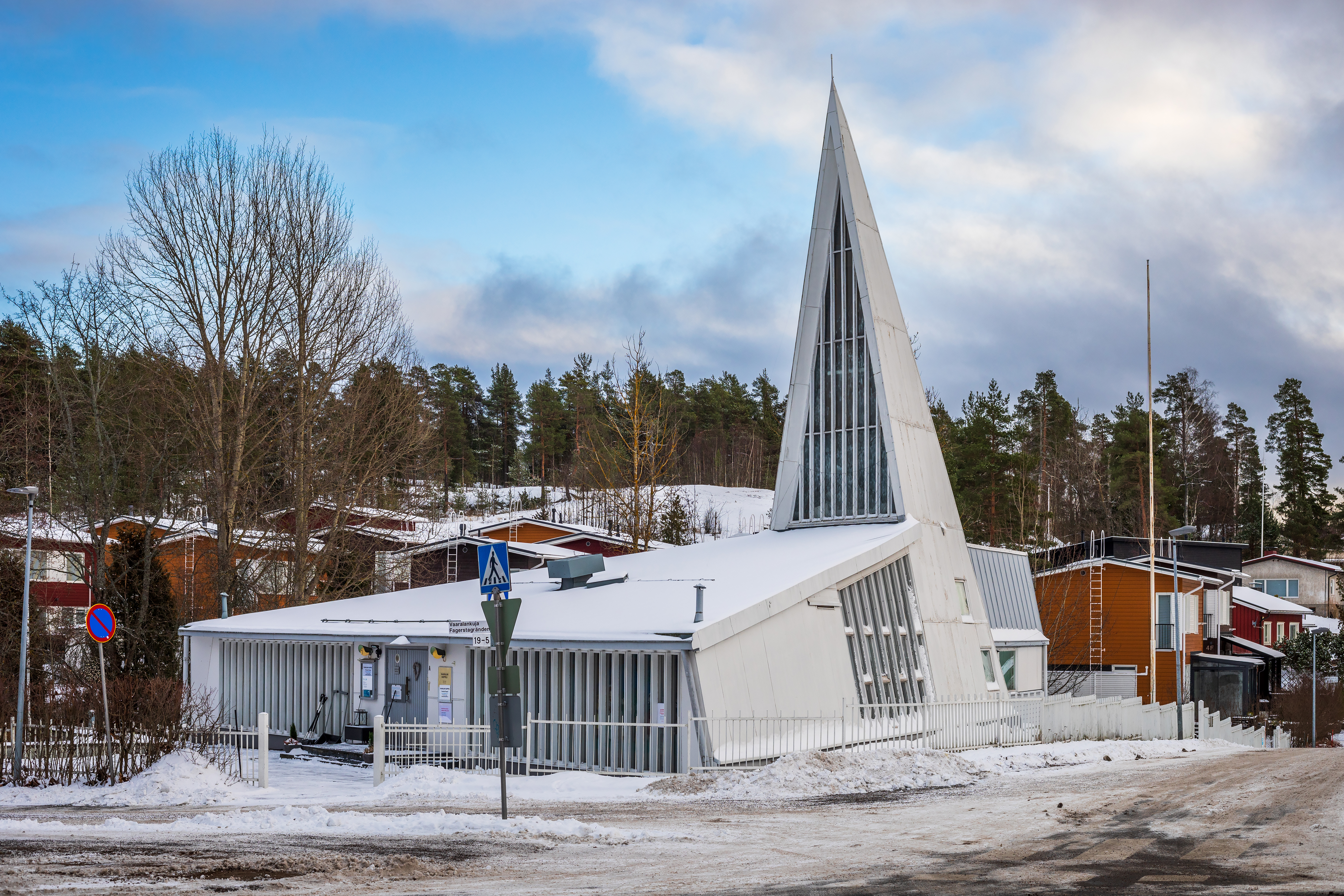
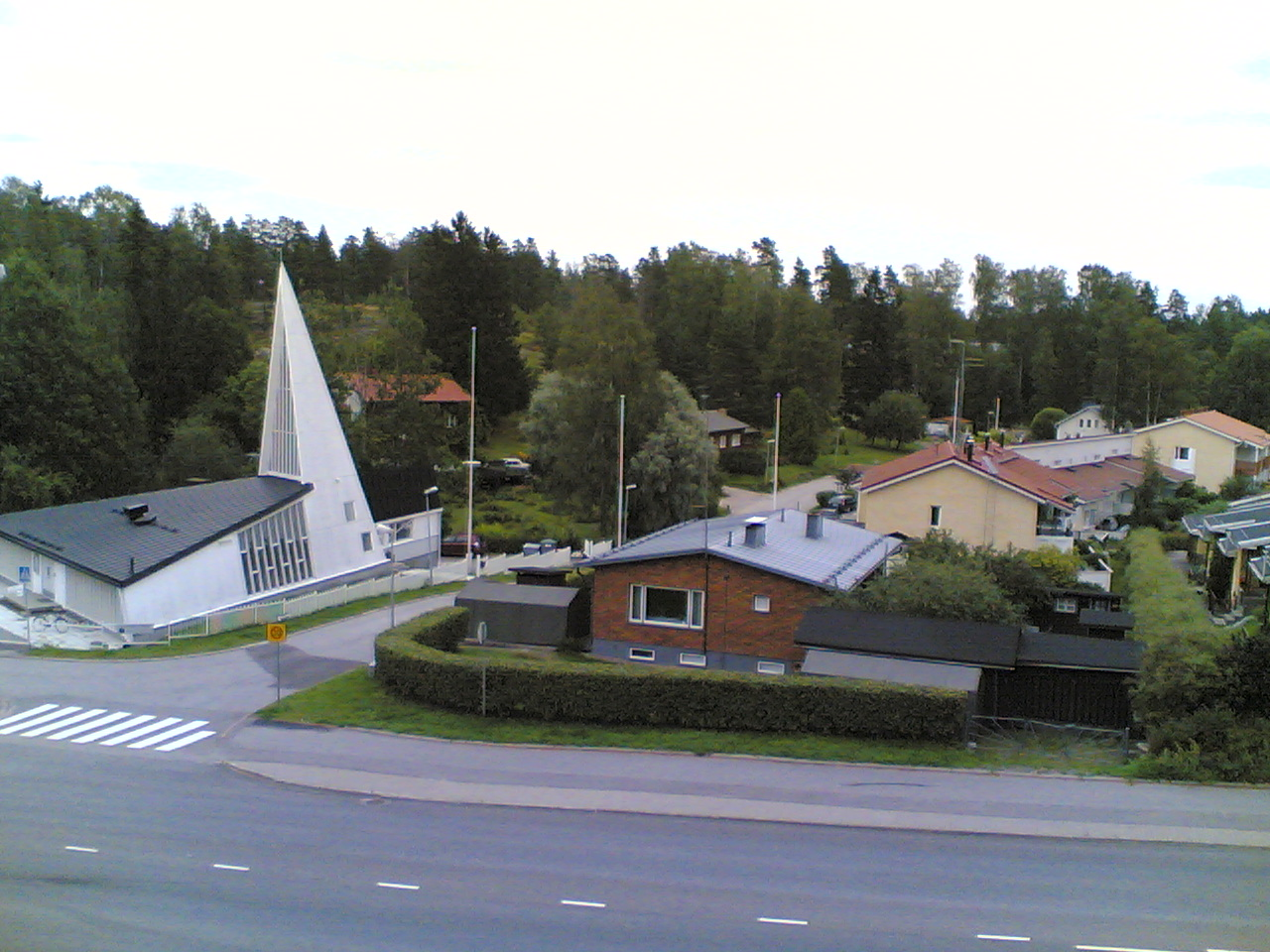